# Bibiche
Bibiche település Franciaországban, Moselle megyében. Lakosainak száma 433 fő (2022. január 1.). Bibiche Waldweistroff, Chémery-les-Deux, Colmen, Filstroff, Flastroff, Menskirch és Saint-François-Lacroix községekkel határos.

## Népesség
A település népességének változása:
| Lakosok száma | 331  | 353  | 344  | 419  | 446  | 449  | 452  | 445  | 448  | 433  |
|               | 1968 | 1982 | 1990 | 2006 | 2013 | 2015 | 2017 | 2019 | 2020 | 2022 |